# Кфар-Эльдад
Кфар-Эльдад (ивр. כפר אלדד‎) — израильское поселение общинного типа в Иудейских горах, на Западном берегу реки Иордан, входящее в региональный совет Гуш-Эцион. Кфар-Эльдад располагается к юго-востоку от археологического парка Иродион, на высоте 530 м над уровнем моря.

## История
Населённый пункт был основан в 1993 году на месте оставленного временного лагеря поселения Нокдим-Эль-Давид. Деревня получила название в честь профессора Исраэля Эльдада, одного из лидеров Лехи. Шимон Айзенберг является создателем Кфар-Эльдада.

## Население
Население Кфар-Эльдада в настоящее время составляет около 150 семей. Более половины жителей поселения — репатрианты, главным образом из стран бывшего Советского Союза (Россия, Украина, Белоруссия, Грузия, Молдова и Латвия), также есть уроженцы США, Великобритании, Франции, Перу, Швеции, Польши и др. Другая половина жителей — урождённые израильтяне. Подобно другим населенным пунктам, располагающимся вокруг Иродиона, Кфар-Эльдад — это смешанное поселение, где религиозные, соблюдающие традиции и совсем нерелигиозные евреи живут вместе.

## Занятость и транспорт
В последние годы наблюдается существенный рост численности населения Кфар-Эльдада. Это объясняется, в числе прочего, строительством новой дороги, которая связывает поселения восточного Гуш-Эциона, также известного как Гуш-Иродион, в их числе и Кфар-Эльдад, с иерусалимским кварталом Хар-Хома (Хомат-Шмуэль). Эта дорога сократила расстояние до Иерусалима до 12 км — примерно 10 минут на машине.
Большинство членов поселения работают в Иерусалиме. Высокий процент жителей заняты в сфере науки и высшего образования, многие имеют докторские степени. Часть жителей занимается сельским хозяйством, главным образом разведением овец и лошадей.
Один из жителей Кфар-Эльдада — министр алии и абсорбции, а также министр по делам Иерусалима и диаспоры государства Израиль Зеэв Элькин, другой — Велвл Чернин.